# Fyodor Yurchikhin
Fyodor Nikolayevich Yurchikhin (russo: Фёдор Николаевич Юрчихин), (Batumi, 3 de janeiro de 1959) é um ex-cosmonauta russo, veterano de cinco missões e mais de 600 dias no espaço.

## Carreira
Após a conclusão do curso secundário em sua cidade natal de Batumi em 1976, Fyodor entrou para o Instituto de Aviação de Moscou, formando-se como engenheiro mecânico em 1983. Após os estudos, começou a trabalhar para  a corporação espacial russa RKK Energia, onde ficou de 1983 a 1997. Neste período foi um dos controladores no Centro de Controle de Missão da Rússia e ocupou várias posições e chefia como engenheiro, vindo a assumir o cargo de engenheiro-chefe nos programas Shuttle-Mir e Mir-NASA, joint ventures espaciais entre os EUA e a Rússia.
Em agosto de 1997, a Energia o colocou no programa de treinamento de cosmonautas da Agência Espacial, no qual, após dois anos de treinamento, foi qualificado para participar do grupo de astronautas em teste para as missões à ISS pelo lado russo.

### Missões espaciais
Em 7 de outubro de 2002 foi pela primeira vez ao espaço como membro da tripulação do ônibus espacial Atlantis, na missão STS-112, para dez dias de trabalhos na montagem da estação orbital. Esta foi a primeira viagem de um ônibus espacial com câmeras acopladas em seu tanque externo de combustível, que permitiu aos controladores da NASA uma visão ao vivo e in loco do comportamento externo da Atlantis durante o lançamento.
Cinco anos depois, ele foi pela segunda vez à órbita terrestre a bordo da Soyuz TMA-10, como integrante da Expedição 16 para uma estadia de seis meses na ISS. Durante sua estadia, ele e seu companheiro de vôo e de expedição Oleg Kotov fizeram uma caminhada no espaço de cinco horas, instalando painéis protetores para resguardar a ISS de possíveis danos causados por detritos espaciais. Encerrou sua segunda experiência espacial em 21 de outubro de 2007, depois de 196 dias em órbita, com o retorno à Terra e o pouso no Casaquistão, que não ocorreu segundo o previsto, porque foi feito a 320 km do ponto previamente estabelecido, devido a uma reentrada defeituosa na atmosfera terrestre.
Yurchikhin voltou ao espaço em junho de 2010 como comandante da nave Soyuz TMA-19, junto com os astronautas norte-americanos Douglas Wheelock e Shannon Walker, para uma missão de longa duração como engenheiro de voo das Expedições 24 e 25 na Estação Espacial Internacional. Retornou à Terra em 26 de novembro, depois de 163 dias em órbita.
Participou de uma quarta missão em 28 de maio de 2013, onze anos depois de seu primeiro voo, quando foi lançado do Cosmódromo de Baikonur no comando da nave russa Soyuz TMA-09M para integrar as Expedições 36 e 37 na ISS. Em 11 de novembro de 2013, ao retornar à Terra com sua tripulação depois de 166 dias em órbita, Yurchikhin trouxe consigo a tocha olímpica de Sochi 2014, que, levada ao espaço pelos tripulantes da Soyuz TMA-11M dias antes, foi a primeira tocha a integrar uma caminhada espacial no vácuo.
Sua quinta missão iniciou-se em 20 de abril de 2017, como comandante da Soyuz MS-04 ao lado do engenheiro de voo Jack Fischer, para uma nova estadia de longa duração na estação espacial. Retornou à Terra em 3 de setembro, trazendo a astronauta Peggy Whitson junto com Fischer de volta na tripulação da Soyuz. depois de mais 135 dias no espaço.
Um dos mais experientes cosmonautas em atividade, ele é um veterano de oito caminhadas espaciais realizadas em suas cinco missões, com cerca de 60 horas de exposição no vácuo, o quinto astronauta da história da exploração espacial com mais tempo fora da nave (2013).